# Confrontation (musikalbum)
Confrontation är det sista officiella studioalbumet med Bob Marley & The Wailers. Efter detta Confrontation har endast noga utvalda samlingsalbum och live-inspelningar släppts av Tuff Gong. Confontation är huvudsakligen ett roots reggae-album och släpptes i september 1983. Albumet innehåller material som blivit över efter Bob Marley död 1981, och som egentligen hade utrangerats av Bob Marley i samband med hans beslut om låtval till tidigare album. Några av låtarna kommer från den sista sessionen av Bob Marley's sista album Uprising. Confrontation kom ändå ut, till fansens stora glädje, genom att hans fru Rita Marley producerade det. "Buffalo Soldier", som ursprungligen var tänkt för albumet Rastaman Vibration blev den mest kända låten från detta album. En glad uptempolåt som bl.a. handlar om kärleken till musiken är "Mix Up, Mix Up", men den är bara inspelad på fyra kanaler, vilket tydligt hörs på ljudkvaliteten.  Confrontation är avslutningen på den trilogi som Bob marley startade genom Survival, Uprising och slutligen Confrontation.

## Låtlista
Samtliga låtar skrivna av Bob Marley, om annat inte anges.
1. "Chant Down Babylon" - 2:35
2. "Buffalo Soldier" (Bob Marley, Noel G. Williams) - 4:16
3. "Jump Nyahbinghi" - 3:43
4. "Mix Up, Mix Up" - 5:07
5. "Give Thanks and Praise" - 3:15
6. "Blackman Redemption" (Bob Marley, Lee Perry) - 3:33
7. "Trench Town" - 3:12
8. "Stiff Necked Fools" - 3:24
9. "I Know" - 3:19
10. "Rastaman Live Up!" (Bob Marley, Lee Perry) - 5:23

## Listplaceringar
| Lista (1983)   | Position            |
| -------------- | ------------------- |
| Frankrike      | 5                   |
| Nederländerna  | 26                  |
| Norge          | 12 (VG-lista)       |
| Nya Zeeland    | 6                   |
| Storbritannien | 5 (UK Albums Chart) |
| Sverige        | 16 (Topplistan)     |
| USA            | 55 (Billboard 200)  |
| Västtyskland   | 31                  |
| Österrike      | 18                  |